# Jan van Brouchoven
Jan van Brouchoven o Jean de Brouchoven, II Conde de Bergeyck (Amberes - 9 de octubre de 1644, Malinas - 21 de mayo de 1725), estadista, fue uno de los principales políticos del sur de Países Bajos Españoles en el último período del dominio español (hasta 1714). 

## Familia
Hijo de Jan Baptist van Brouchoven (1619-1681), primer conde de Bergeyck, y de Hélène Fourment (1614-1673), que fuera esposa de Pierre Paul Rubens (1577-1640). Su abuelo fue alcalde de 's-Hertogenbosch (Den Bosch). Después de haber ocupado varios cargos en Amberes, Jan Bautist de Brouchoven ejerció de consejero de los reyes de España, tanto en Bruselas como en Madrid, en donde llegó a ser miembro del Consejo de Flandes.
En 1672 Jan van Brouchoven casó en Amberes con Anna Françoise Helman († 1682), la única hija de Filips Helman, Señor de Leefdaal. El castillo de Leefdaal sería la residencia permanente del matrimonio. De sus hijos solo sobrevivió Catherine (1675-1757), la baronesa Leefdaal, que permaneció soltera. En 1685 casó con Livina Maria de Beer (1656-1743), hija de un oficial de justicia de Gante y viuda de Gerard van Vilsteren (1615-1683), señor de Laarne, que ya tenía siete hijos de su primer matrimonio a los que sumó los siguientes: Jean-Philippe (1686-1719), teniente coronel de la caballería española; otros dos hijos nacidos en 1688 y 1690; Nicolas-Joseph (1691-1720), tercer conde de Bergeyck, barón de Leefdael, que casó con Marie-Charlotte de Visscher; Marie-Caroline (1693-1733), que casó con Pieter della Faille la Nevele; y Marie-Thérèse (° 1695) que casó sucesivamente con los condes de Cruykenburg y de Licques.

## Actividad política
En marzo de 1668, Jan van Brouchoven consiguió su primera oficina, la de concejal suplente, adjunto a su padre, en el Consejo de Finanzas (nombrado por Carlos II el 28 de marzo de 1668). En 1672 también era superintendente o persona responsable de las finanzas de las provincias de Güeldres y Limburgo y continuó hasta 1678. A partir de esa fecha trabajó para el Consejo de Finanzas que le confió importantes tareas.
En 1683 tiene que hacer frente a las tropas de Luis XIV de Francia, una vez más tratando de ocupar Flandes (Guerra de las Reuniones). De 1684 a 1685 fue intendente en Flandes. El gobernador le encargó supervisar todas las cuentas del gobierno de la provincia de Flandes. En 1687 es nombrado miembro del Consejo Real de Flandes, conservando su rango y antigüedad en el Consejo de Finanzas. No marchó a Madrid porque el gobernador le necesitaba como experto en asuntos financieros.
Cuando en 1688 el hermano de su madrastra, Philippe Francois d'Ennetières, se retira a los Carmelitas Descalzos, consigue el puesto de Tesorero General de los Países Bajos españoles (nombrado por Carlos II el 26 de marzo de 1688) y ministro de Finanzas y Asuntos económicos. Fue nombrado también asesor del Consejo de Estado y Vicegobernador (1692-1706) de Flandes. A partir de entonces tuvo la dirección general del Consejo de Finanzas. Eran los tiempos de la Guerra de los Nueve Años, cuando un bombardeo francés destruyó la Grand Place de Bruselas (1695). En 1696 el conde de Bergeyck fue uno de los negociadores en las conversaciones llevaron a la Paz de Nimega y al Tratado de Rijswijk (1697).
Además de las negociaciones de paz, Bergeyck se ocupó de reformas administrativas y de la recuperación económica de los Países Bajos. Se esforzó en reducir el número de funcionarios públicos y en reorganizar el ejército. Por otro lado, estuvo involucrado en todo tipo de acuerdos relacionados con el comercio y la exportación, obteniendo algún éxito. En 1698 da su permiso para la creación de la Compañía de las Indias Orientales de los Países Bajos españoles. La iniciativa no tuvo éxito debido a la competencia y la oposición de Inglaterra y las Provincias Unidas, pero sobre todo por la oposición de España. La iniciativa se puede dar por fracasada en 1699 y, solo en 1722, se retoma con la creación de la Compañía de Ostende, ya bajo la administración de los Habsburgo austriacos.
Bergeyck jugó en esos años un papel importante en el establecimiento de medidas proteccionistas en favor del comercio y la industria. En 1699 se celebró una conferencia para la recuperación económica de Bruselas, presidida por Bergeyck en la que participaron las ciudades de cierta importancia de los Países Bajos españoles. De ahí proceden ordenanzas proteccionistas del comercio y la industria. El 9 de abril de 1700 renuncia a su cargo de Tesorero General que es aceptada por el rey. En agosto, el conde Tirimont, hombre de confianza de Bergeyck, le sucede en ese cargo. La renuncia no significó la desaparición de Bergeyck sino que, debido a su prestigio, se mantuvo en la práctica como primer ministro de facto de los Países Bajos españoles.
El 1 de noviembre de 1700 murió el rey Carlos II, el último Habsburgo español, sin descendencia. El nieto de Luis XIV es designado heredero de la corona española. El joven rey Felipe de Anjou, ahora Felipe V de España se dirige a Madrid a ocupar el trono. Era gobernador de los Países Bajos, Maximiliano Emanuel, partidario del pretendiente austriaco. Pero su marcha en 1701, supuso que Bergeyck, que no tenía cargo oficial alguno, fuese la máxima autoridad en esos tiempos convulsos de la Guerra de Sucesión Española. La derrota en Ramillies de los partidarios del borbón, el 23 de mayo de 1706, ante el Duque de Marlborough significó la subordinación a Carlos VI de los Países Bajos españoles y la vuelta de Maximiliano como gobernador. 
En mayo de 1711 Bergeyck abandonó Flandes para ir a España. Allí fue invitado a asistir a las reuniones del consejo de gobierno español. En septiembre de 1711 el rey lo nombró superintendente de ministro de Finanzas. Se esforzó para lograr la recuperación económica y también tomó iniciativas para la industria española. Hasta finales de 1714 se mantuvo Bergeyck como candidato a ministro español de asuntos internos. Fue consejero y portavoz de Felipe V en las negociaciones que culminaron en el Tratado de Utrecht de 1714.

## Últimos años
En 1714, Bergeyck de 70 años deseaba retirarse de la actividad política. El 1 de abril, su renuncia es aceptada y puede regresar a los Países Bajos. Estaba en Namur a principios de agosto de 1714. A partir de entonces vivió en Bruselas, en el castillo de Leefdaal y, durante los meses de invierno, en Malinas, donde había comprado una casa. Los Países Bajos del Sur ahora estaban bajo la autoridad de los Habsburgo de Austria. El Marqués de Prié era el gobernador general y continuó hasta 1724. Bergeyck no detentaba cargo público, lo que no impidió que, como eminencia gris, ejercerciera su influencia y fuera regularmente consultado por el gobernador.
El 2 de agosto de 1724 Bergeyck hizo testamento. Fallece el 21 de mayo de 1725 y es inhumado en Leefdaal.

## Homenaje
En su honor está la "rue Jean de Brouchoven de Bergeyck" en el centro de la ciudad de Bruselas.
- Datos: Q1814651
- Multimedia: Jean de Brouchoven / Q1814651